# FA Cup 1929-1930
La FA Cup 1929-1930 è stata la 55ª edizione della principale coppa nazionale inglese, nonché della più antica competizione calcistica del mondo. Il trofeo fu vinto per la prima volta dall'Arsenal, che nella finale di Wembley, batté l'Huddersfield Town con il punteggio di 2-0.

## Calendario
Il torneo principale era preceduto da due turni preliminari e quattro turni di qualificazione, mentre la competizione vera e propria, prevedeva sei turni (con i club di First e Second Division che entravano in lizza a partire dal terzo turno), prima di semifinali e finale.
In caso di pareggio dopo i novanta minuti, era prevista la ripetizione della gara, invertendo il campo. In caso di ulteriore pareggio si procedeva con altre ripetizioni, in campo neutro, fin quando una squadra non risultava vincitrice.
Le semifinali e la finale si disputavano tutte in campo neutro.
| Fase                    | Turno                        | Data                     | Squadre che entrano in questo turno                                                                                           | Squadre qualificate dal turno precedente |
| ----------------------- | ---------------------------- | ------------------------ | --- | ---------------------------------------- |
| Turni di qualificazione | Turno Extra-Preliminare      | Sabato 7 settembre 1929  | Non league | Non league                               |
| Turni di qualificazione | Turno Preliminare            | Sabato 28 settembre 1929 | Non league | Non league                               |
| Turni di qualificazione | Primo Turno Qualificazione   | Sabato 5 ottobre 1929    | Non league | Non league                               |
| Turni di qualificazione | Secondo Turno Qualificazione | Sabato 19 ottobre 1929   | Non league | Non league                               |
| Turni di qualificazione | Terzo Turno Qualificazione   | Sabato 2 novembre 1929   | Non league | Non league                               |
| Turni di qualificazione | Quarto Turno Qualificazione  | Sabato 16 novembre 1929  | 1 squadra della Third Division North                                                                                          | Non league                               |
| Torneo principale       | Primo Turno (68 squadre)     | Sabato 30 novembre 1929  | 21 squadre della Third Division North 20 squadre della Third Division South 2 squadre di non league                           | 25 provenienti dalle qualificazioni      |
| Torneo principale       | Secondo Turno (34 squadre)   | Sabato 14 dicembre 1929  | | 34 squadre vincitrici del primo turno    |
| Torneo principale       | Terzo Turno (64 squadre)     | Sabato 11 gennaio 1930   | 22 squadre della First Division 22 squadre della Second Division 2 squadre della Third Division South 1 squadra di non league | 17 squadre vincitrici del secondo turno  |
| Torneo principale       | Quarto Turno (32 squadre)    | Sabato 25 gennaio 1930   | | 32 squadre vincitrici del terzo turno    |
| Torneo principale       | Quinto Turno (16 squadre)    | Sabato 15 febbraio 1930  | | 16 squadre vincitrici del quarto turno   |
| Torneo principale       | Sesto Turno (8 squadre)      | Sabato 1 marzo 1930      | | 8 squadre vincitrici del quinto turno    |
| Torneo principale       | Semi-Finali (4 squadre)      | Sabato 22 marzo 1930     | | 4 squadre vincitrici del sesto turno     |
| Torneo principale       | Finale (2 squadre)           | Sabato 26 aprile 1930    | | 2 squadre vincitrici delle semifinali    |

## Primo Turno
| Gara   | Squadra di casa             | Risultato | Squadra in trasferta          | Data             |
| ------ | --------------------------- | --------- | ----------------------------- | ---------------- |
| 1      | Bournemouth & Boscombe      | 2–0       | Torquay United                | 30 novembre 1929 |
| 2      | Barrow                      | 1–0       | Newark                        | 30 novembre 1929 |
| 3      | Nelson                      | 0–3       | Crewe Alexandra               | 30 novembre 1929 |
| 4      | South Shields               | 2–4       | Wrexham                       | 30 novembre 1929 |
| 5      | Walsall                     | 1–0       | Exeter City                   | 30 novembre 1929 |
| 6      | Gillingham                  | 0–2       | Margate                       | 30 novembre 1929 |
| 7      | Leyton                      | 4–1       | Merthyr Town                  | 30 novembre 1929 |
| 8      | Lincoln City                | 3–1       | Wigan Borough                 | 30 novembre 1929 |
| 9      | Luton Town                  | 2–3       | Queens Park Rangers           | 30 novembre 1929 |
| 10     | Gainsborough Trinity        | 0–0       | Port Vale                     | 30 novembre 1929 |
| Replay | Port Vale                   | 5–0       | Gainsborough Trinity          | 4 dicembre 1929  |
| 11     | Doncaster Rovers            | 0–0       | Shildon                       | 30 novembre 1929 |
| Replay | Shildon                     | 1–1       | Doncaster Rovers              | 4 dicembre 1929  |
| Replay | Doncaster Rovers            | 3–0       | Shildon                       | 9 novembre 1929  |
| 12     | Ilford                      | 0–3       | Watford                       | 30 novembre 1929 |
| 13     | Wellington Town             | 1–4       | Stockport County              | 30 novembre 1929 |
| 14     | Fulham                      | 4–0       | Thames                        | 30 novembre 1929 |
| 15     | Accrington Stanley          | 3–1       | Rochdale                      | 30 novembre 1929 |
| 16     | Brighton & Hove Albion      | 4–0       | Peterborough & Fletton United | 30 novembre 1929 |
| 17     | Norwich City                | 3–3       | Coventry City                 | 30 novembre 1929 |
| Replay | Coventry City               | 2–0       | Norwich City                  | 5 dicembre 1929  |
| 18     | Carlisle United             | 2–0       | Halifax Town                  | 30 novembre 1929 |
| 19     | Tunbridge Wells Rangers     | 1–3       | Bath City                     | 30 novembre 1929 |
| 20     | Clapton Orient              | 0–0       | Folkestone                    | 30 novembre 1929 |
| Replay | Folkestone                  | 2–2       | Clapton Orient                | 4 dicembre 1929  |
| Replay | Clapton Orient              | 4–1       | Folkestone                    | 9 dicembre 1929  |
| 21     | Nunhead                     | 0–2       | Bristol Rovers                | 30 novembre 1929 |
| 22     | Wimbledon                   | 1–4       | Northfleet United             | 30 novembre 1929 |
| 23     | Southend United             | 1–0       | Brentford                     | 30 novembre 1929 |
| 24     | Scunthorpe & Lindsey United | 1–0       | Hartlepools United            | 30 novembre 1929 |
| 25     | Mansfield Town              | 0–2       | Manchester Central            | 30 novembre 1929 |
| 26     | Barry                       | 0–0       | Dagenham Town                 | 30 novembre 1929 |
| Replay | Dagenham Town               | 0–1       | Barry                         | 4 dicembre 1929  |
| 27     | Newport County              | 3–2       | Kettering Town                | 30 novembre 1929 |
| 28     | Southport                   | 0–0       | Chesterfield                  | 30 novembre 1929 |
| Replay | Chesterfield                | 3–2       | Southport                     | 4 dicembre 1929  |
| 29     | Dulwich Hamlet              | 0–3       | Plymouth Argyle               | 30 novembre 1929 |
| 30     | New Brighton                | 4–1       | Lancaster Town                | 30 novembre 1929 |
| 31     | York City                   | 2–2       | Tranmere Rovers               | 30 novembre 1929 |
| Replay | Tranmere Rovers             | 0–1       | York City                     | 5 dicembre 1929  |
| 32     | Rotherham United            | 3–0       | Ashington                     | 30 novembre 1929 |
| 33     | Aldershot                   | 0–1       | Northampton Town              | 30 novembre 1929 |
| 34     | Caernarvon Athletic         | 4–2       | Darlington                    | 30 novembre 1929 |

## Secondo Turno
| Gara   | Squadra di casa             | Risultato | Squadra in trasferta        | Data             |
| ------ | --------------------------- | --------- | --------------------------- | ---------------- |
| 1      | Chesterfield                | 2–0       | Port Vale                   | 14 dicembre 1929 |
| 2      | Watford                     | 1–1       | Plymouth Argyle             | 14 dicembre 1929 |
| Replay | Plymouth Argyle             | 3–0       | Watford                     | 18 dicembre 1929 |
| 3      | Leyton                      | 1–4       | Fulham                      | 14 dicembre 1929 |
| 4      | Doncaster Rovers            | 1–0       | New Brighton                | 14 dicembre 1929 |
| 5      | Stockport County            | 4–0       | Barrow                      | 14 dicembre 1929 |
| 6      | Queens Park Rangers         | 2–1       | Lincoln City                | 14 dicembre 1929 |
| 7      | Bristol Rovers              | 4–1       | Accrington Stanley          | 14 dicembre 1929 |
| 8      | Northampton Town            | 6–0       | Margate                     | 14 dicembre 1929 |
| 9      | Coventry City               | 7–1       | Bath City                   | 14 dicembre 1929 |
| 10     | Brighton & Hove Albion      | 4–1       | Barry                       | 14 dicembre 1929 |
| 11     | Carlisle United             | 4–2       | Crewe Alexandra             | 14 dicembre 1929 |
| 12     | Clapton Orient              | 2–0       | Northfleet United           | 14 dicembre 1929 |
| 13     | Southend United             | 1–4       | York City                   | 14 dicembre 1929 |
| 14     | Scunthorpe & Lindsey United | 3–3       | Rotherham United            | 14 dicembre 1929 |
| Replay | Rotherham United            | 5–4       | Scunthorpe & Lindsey United | 19 dicembre 1929 |
| 15     | Newport County              | 2–3       | Walsall                     | 14 dicembre 1929 |
| 16     | Caernarvon Athletic         | 1–1       | Bournemouth                 | 14 dicembre 1929 |
| Replay | Bournemouth & Boscombe      | 5–2       | Caernarvon Athletic         | 18 dicembre 1929 |
| 17     | Manchester Central          | 0–1       | Wrexham                     | 14 dicembre 1929 |

## Terzo Turno
| Gara   | Squadra di casa        | Risultato | Squadra in trasferta    | Data            |
| ------ | ---------------------- | --------- | ----------------------- | --------------- |
| 1      | Birmingham             | 1–0       | Bolton Wanderers        | 11 gennaio 1930 |
| 2      | Blackpool              | 2–1       | Stockport County        | 11 gennaio 1930 |
| 3      | Chesterfield           | 1–1       | Middlesbrough           | 11 gennaio 1930 |
| Replay | Middlesbrough          | 4–3       | Chesterfield            | 15 gennaio 1930 |
| 4      | Bury                   | 0–0       | Huddersfield Town       | 11 gennaio 1930 |
| Replay | Huddersfield Town      | 3–1       | Bury                    | 15 gennaio 1930 |
| 5      | Liverpool              | 1–2       | Cardiff City            | 11 gennaio 1930 |
| 6      | Walsall                | 2–0       | Swansea Town            | 11 gennaio 1930 |
| 7      | Blackburn Rovers       | 4–1       | Northampton Town        | 11 gennaio 1930 |
| 8      | Aston Villa            | 5–1       | Reading                 | 11 gennaio 1930 |
| 9      | Sheffield Wednesday    | 1–0       | Burnley                 | 11 gennaio 1930 |
| 10     | Derby County           | 5–1       | Bristol City            | 11 gennaio 1930 |
| 11     | Doncaster Rovers       | 1–0       | Stoke City              | 16 gennaio 1930 |
| 12     | Wrexham                | 1–0       | West Bromwich Albion    | 11 gennaio 1930 |
| 13     | Sheffield United       | 2–1       | Leicester City          | 11 gennaio 1930 |
| 14     | Newcastle United       | 1–1       | York City               | 11 gennaio 1930 |
| Replay | York City              | 1–2       | Newcastle United        | 15 gennaio 1930 |
| 15     | Tottenham Hotspur      | 2–2       | Manchester City         | 11 gennaio 1930 |
| Replay | Manchester City        | 4–1       | Tottenham Hotspur       | 15 gennaio 1930 |
| 16     | Fulham                 | 1–1       | Bournemouth             | 11 gennaio 1930 |
| Replay | Bournemouth            | 0–2       | Fulham                  | 15 gennaio 1930 |
| 17     | Barnsley               | 0–1       | Bradford Park Avenue    | 11 gennaio 1930 |
| 18     | Coventry City          | 1–2       | Sunderland              | 11 gennaio 1930 |
| 19     | Portsmouth             | 2–0       | Preston North End       | 11 gennaio 1930 |
| 20     | West Ham United        | 4–0       | Notts County            | 11 gennaio 1930 |
| 21     | Brighton & Hove Albion | 1–1       | Grimsby Town            | 11 gennaio 1930 |
| Replay | Grimsby Town           | 0–1       | Brighton & Hove Albion  | 14 gennaio 1930 |
| 22     | Manchester United      | 0–2       | Swindon Town            | 11 gennaio 1930 |
| 23     | Plymouth Argyle        | 3–4       | Hull City               | 11 gennaio 1930 |
| 24     | Bradford City          | 4–1       | Southampton             | 11 gennaio 1930 |
| 25     | Carlisle United        | 2–4       | Everton                 | 11 gennaio 1930 |
| 26     | Clapton Orient         | 1–0       | Bristol Rovers          | 11 gennaio 1930 |
| 27     | Oldham Athletic        | 1–0       | Wolverhampton Wanderers | 11 gennaio 1930 |
| 28     | Charlton Athletic      | 1–1       | Queens Park Rangers     | 11 gennaio 1930 |
| Replay | Queens Park Rangers    | 0–3       | Charlton Athletic       | 16 gennaio 1930 |
| 29     | Arsenal                | 2–0       | Chelsea                 | 11 gennaio 1930 |
| 30     | Leeds United           | 8–1       | Crystal Palace          | 11 gennaio 1930 |
| 31     | Corinthian             | 2–2       | Millwall                | 11 gennaio 1930 |
| Replay | Millwall               | 1–1       | Corinthian              | 15 gennaio 1930 |
| Replay | Millwall               | 5–1       | Corinthian              | 20 gennaio 1930 |
| 32     | Rotherham United       | 0–5       | Nottingham Forest       | 11 gennaio 1930 |

## Quarto Turno
| Gara   | Squadra di casa      | Risultato | Squadra in trasferta   | Data            |
| ------ | -------------------- | --------- | ---------------------- | --------------- |
| 1      | Nottingham Forest    | 2–1       | Fulham                 | 25 gennaio 1930 |
| 2      | Blackburn Rovers     | 4–1       | Everton                | 25 gennaio 1930 |
| 3      | Aston Villa          | 3–1       | Walsall                | 25 gennaio 1930 |
| 4      | Middlesbrough        | 1–1       | Charlton Athletic      | 25 gennaio 1930 |
| Replay | Charlton Athletic    | 1–1       | Middlesbrough          | 29 gennaio 1930 |
| Replay | Middlesbrough        | 1–0       | Charlton Athletic      | 3 febbraio 1930 |
| 5      | Sunderland           | 2–1       | Cardiff City           | 25 gennaio 1930 |
| 6      | Derby County         | 1–1       | Bradford Park Avenue   | 25 gennaio 1930 |
| Replay | Bradford Park Avenue | 2–1       | Derby County           | 29 gennaio 1930 |
| 7      | Swindon Town         | 1–1       | Manchester City        | 25 gennaio 1930 |
| Replay | Manchester City      | 10–1      | Swindon Town           | 29 gennaio 1930 |
| 8      | Wrexham              | 0–0       | Bradford City          | 25 gennaio 1930 |
| Replay | Bradford City        | 2–1       | Wrexham                | 27 gennaio 1930 |
| 9      | Newcastle United     | 3–1       | Clapton Orient         | 25 gennaio 1930 |
| 10     | Portsmouth           | 0–1       | Brighton & Hove Albion | 25 gennaio 1930 |
| 11     | West Ham United      | 4–1       | Leeds United           | 25 gennaio 1930 |
| 12     | Millwall             | 4–0       | Doncaster Rovers       | 25 gennaio 1930 |
| 13     | Hull City            | 3–1       | Blackpool              | 25 gennaio 1930 |
| 14     | Oldham Athletic      | 3–4       | Sheffield Wednesday    | 25 gennaio 1930 |
| 15     | Huddersfield Town    | 2–1       | Sheffield United       | 25 gennaio 1930 |
| 16     | Arsenal              | 2–2       | Birmingham             | 25 gennaio 1930 |
| Replay | Birmingham           | 0–1       | Arsenal                | 29 gennaio 1930 |

## Quinto Turno
| Gara   | Squadra di casa     | Risultato | Squadra in trasferta   | Data             |
| ------ | ------------------- | --------- | ---------------------- | ---------------- |
| 1      | Aston Villa         | 4–1       | Blackburn Rovers       | 15 febbraio 1930 |
| 2      | Sheffield Wednesday | 5–1       | Bradford Park Avenue   | 15 febbraio 1930 |
| 3      | Middlesbrough       | 0–2       | Arsenal                | 15 febbraio 1930 |
| 4      | Sunderland          | 2–2       | Nottingham Forest      | 15 febbraio 1930 |
| Replay | Nottingham Forest   | 3–1       | Sunderland             | 19 febbraio 1930 |
| 5      | Newcastle United    | 3–0       | Brighton & Hove Albion | 15 febbraio 1930 |
| 6      | Manchester City     | 1–2       | Hull City              | 15 febbraio 1930 |
| 7      | West Ham United     | 4–1       | Millwall               | 15 febbraio 1930 |
| 8      | Huddersfield Town   | 2–1       | Bradford City          | 15 febbraio 1930 |

## Sesto Turno
| Gara   | Squadra di casa     | Risultato | Squadra in trasferta | Data         |
| ------ | ------------------- | --------- | -------------------- | ------------ |
| 1      | Nottingham Forest   | 2–2       | Sheffield Wednesday  | 1 marzo 1930 |
| Replay | Sheffield Wednesday | 3–1       | Nottingham Forest    | 5 marzo 1930 |
| 2      | Aston Villa         | 1–2       | Huddersfield Town    | 1 marzo 1930 |
| 3      | Newcastle United    | 1–1       | Hull City            | 1 marzo 1930 |
| Replay | Hull City           | 1–0       | Newcastle United     | 6 marzo 1930 |
| 4      | West Ham United     | 0–3       | Arsenal              | 1 marzo 1930 |

## Semifinali
| Manchester 22 marzo 1930, ore 15:00 BST | Huddersfield Town | 2 – 1 | Sheffield Weds | Old Trafford |

| Leeds 22 marzo 1930, ore 15:00 BST | Arsenal | 2 – 2 | Hull City | Elland Road |

### Replay
| Birmingham 25 marzo 1930, ore 19:45 BST | Arsenal | 1 – 0 | Hull City | Villa Park |

## Finale
| Arbitro: | T. Crew |

|                       |           |  |
| James 16’ Lambert 88’ | Marcatori |  |

| Arsenal | Huddersfield Town |

|                 |    |                |  |
|                 |    |                |  |
| P               | 1  | Charlie Preedy |  |
| D               | 2  | Tom Parker (C) |  |
| D               | 3  | Eddie Hapgood  |  |
| D               | 4  | Alf Baker      |  |
| C               | 5  | Bill Seddon    |  |
| C               | 6  | Bob John       |  |
| C               | 7  | Joe Hulme      |  |
| A               | 8  | David Jack     |  |
| A               | 9  | Jack Lambert   |  |
| A               | 10 | Alex James     |  |
| A               | 11 | Cliff Bastin   |  |
| Manager:        |    |                |  |
| Herbert Chapman |    |                |  |

|                 |    |                 |  |
|                 |    |                 |  |
| P               | 1  | Hugh Turner     |  |
| D               | 2  | Roy Goodall     |  |
| D               | 3  | Bon Spence      |  |
| D               | 4  | Jimmy Naylor    |  |
| C               | 5  | Tom Wilson (C)  |  |
| C               | 6  | Austen Campbell |  |
| A               | 7  | Alex Jackson    |  |
| A               | 8  | Bob Kelly       |  |
| A               | 9  | Harry Davies    |  |
| A               | 10 | Harry Raw       |  |
| A               | 11 | Billy Smith     |  |
| Manager:        |    |                 |  |
| Clem Stephenson |    |                 |  |

| REGOLE DELLA PARTITA - Gara unica. - Tempi supplementari in caso di pareggio al 90°. - Ripetizione in caso di ulteriore parità dopo i tempi supplementari. |